# Tony D

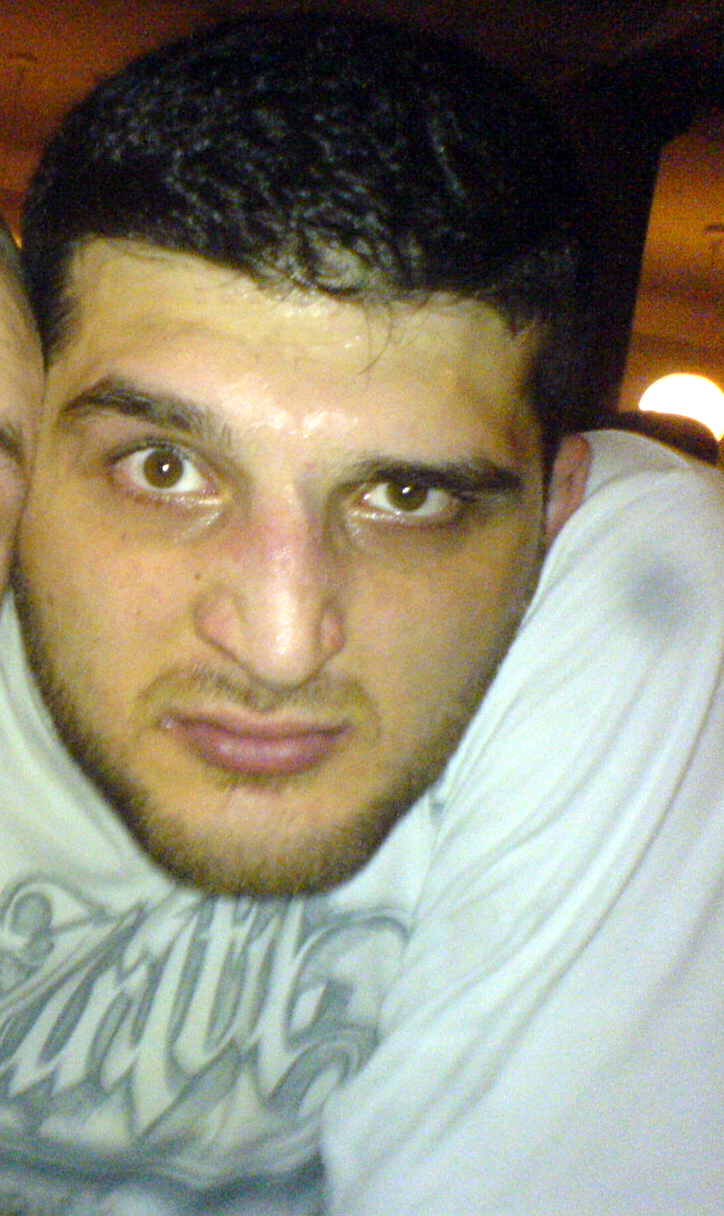
Tony D in Basel (2009)

Tony D (* 19. Februar 1983 in Berlin; bürgerlich Mohamed Ayad) ist ein deutscher Rapper libanesischer Abstammung. Er ist auch unter dem Namen Tony Damager bekannt und war Mitglied der Rap-Gruppierung Die Sekte.

## Biografie
Ayad wuchs in Dreieich, wo er im Alter von zwei bis acht Jahren lebte, und Berlin-Kreuzberg auf. Er besuchte zunächst eine Realschule, musste später jedoch auf eine Hauptschule wechseln. Mit 10 Jahren begann er sich für Hip-Hop zu interessieren, wobei er sich zu dieser Zeit vor allem für die Mixtapes von US-amerikanischen Hip-Hop-Musikern wie Cypress Hill und Ice Cube interessierte. In der siebten Klasse begann Ayad zudem Graffiti zu sprühen. Zu Beginn seiner Musikerlaufbahn musste er heimlich rappen, weil sein Vater dies nicht erlaubte. Als Drell One steigt er Jahre später in die Posse TMR der Crew Berlin Crime ein. Zu dieser Zeit erfindet er seine Rapper-Identität als Tony D, der Damager (D steht für Damager). So hatte er in seiner Vergangenheit auch sehr viel mit der Berliner Hip-Hop-Crew Bassboxxx verkehrt. Über MOK lernt er später Sido und B-Tight alias A.i.d.S. kennen und wurde im Jahr 2003 gemeinsam mit dem Rapper MOK Mitglied in der Rap-Gruppierung Die Sekte. Durch die Beschäftigung mit Graffiti und Rap-Musik verschlechterten sich, nach eigenen Angaben, Ayads schulische Leistungen, sodass er keinen Abschluss erzielte. Später versuchte er den Schulabschluss nachzuholen, was aufgrund Zeitmangels, der sich aus seinem steigenden Erfolg als Rapper ergab, erfolglos blieb.
Nach zahlreichen Auftritten als Die Sekte und als Gastrapper auf Alben wie Maske veröffentlichte Tony auf der Aggro Ansage Nr. 4 zwei eigene Soloaufnahmen. Sie erschienen unter den Namen Küss die Faust und Hör Das (Outro) auf dem Sampler. Tony D veröffentlichte auch Lieder mit dem Rapper MOK, welche auf MOKs Alben zu hören sind und auf welchen sie unter dem Gruppennamen Die Echten zusammen rappen. Am 8. August 2005 erschien das Mixtape Heisse Ware von Tony D und B-Tight.
Am 3. November 2005 wurde er zusammen mit G-Hot offiziell bei Aggro Berlin unter Vertrag genommen. Seine Mitgliedschaft bei der Sekte blieb davon unberührt. Am 2. Dezember 2005 wurde die Aggro Ansage Nr. 5, auf der Tony D zusammen mit G-Hot als AggroStar auftritt, veröffentlicht. Der Sampler brachte Tony D bereits nach zwei Wochen eine Goldene Schallplatte ein.
2006 trat Tony D vor allem durch Features auf Alben befreundeter Rapper, wie auf Trendsetter dem zweiten Album seines Labelkollegen Fler, in Erscheinung.
Tony D war 2007 mit drei Gastauftritten auf dem Soloalbum Neger Neger von B-Tight vertreten. Am 14. September 2007 erschien das Debütalbum Totalschaden des Rappers. Darauf sind unter anderem Frauenarzt, Massiv und K.I.Z mit Gastbeiträgen vertreten. Mit seinem ersten Video Totalschaden konnte Tony D sowohl Platz 1 der Urban TRL-Charts, als auch der regulären TRL-Hitliste des Fernsehsenders MTV erreichen.
Nach der Auflösung von Aggro Berlin im April 2009 wurde Tony D bei dem Label Sektenmuzik unter Vertrag genommen. Am 11. September wurde sein zweites Solo-Album Für die Gegnaz! veröffentlicht. Anfang November 2009 setzte die Bundesprüfstelle für jugendgefährdende Medien das Debütalbum des Rappers Totalschaden auf Liste A der indizierten Tonträger.
Tony D wirkte ebenfalls in einer Nebenrolle in Sidos erstem Kinofilm Blutzbrüdaz mit. Zudem nahm er auch einen Song mit B-Tight auf, der auf dem Album „Blutzbrüdaz die Mukke zum Film“ veröffentlicht wurde. Auf B-Tights Album „Retro“ im Jahr 2015 ist er ebenfalls vertreten auf dem Track „Heisse Ware“.
Auf Sidos Album VI (2015) ist er ebenfalls mit einem Feature vertreten. Kurz darauf kündigte Sido ein neues Album von Tony D an, gab jedoch keinen Veröffentlichungstermin bekannt.

## Privates
Ayad ist Sommelier und Betreiber des „Wine Damager“, einem Weinladen in der Brunnenstraße in Berlin-Mitte.

## Diskografie

### Alben
| Jahr | Titel           | Höchstplatzierung, Gesamtwochen, AuszeichnungChartplatzierungen (Jahr, Titel, Platzierungen, Wochen, Auszeichnungen, Anmerkungen, Frontcover) | Höchstplatzierung, Gesamtwochen, AuszeichnungChartplatzierungen (Jahr, Titel, Platzierungen, Wochen, Auszeichnungen, Anmerkungen, Frontcover) | Höchstplatzierung, Gesamtwochen, AuszeichnungChartplatzierungen (Jahr, Titel, Platzierungen, Wochen, Auszeichnungen, Anmerkungen, Frontcover) | Anmerkungen                                          | Frontcover |
| Jahr | Titel           | DE | AT | CH | Anmerkungen                                          | Frontcover |
| ---- | --------------- | --- | --- | --- | ---------------------------------------------------- | ---------- |
| 2005 | Heisse Ware     | DE27 (6 Wo.)DE | — | — | Erstveröffentlichung: 2005 mit B-Tight               |            |
| 2007 | Totalschaden    | DE21 (2 Wo.)DE | AT63 (1 Wo.)AT | CH78 (1 Wo.)CH | Erstveröffentlichung: 14. September 2007 indiziert   |            |
| 2009 | Für die Gegnaz! | — | — | — | Erstveröffentlichung: 11. September 2009             |            |
| 2009 | Die Sekte       | — | — | — | Erstveröffentlichung: 6. November 2009 mit Die Sekte |            |

### Singles
| Jahr | Titel Album                       | Höchstplatzierung, Gesamtwochen, AuszeichnungChartplatzierungen (Jahr, Titel, Album, Platzierungen, Wochen, Auszeichnungen, Anmerkungen, Frontcover) | Höchstplatzierung, Gesamtwochen, AuszeichnungChartplatzierungen (Jahr, Titel, Album, Platzierungen, Wochen, Auszeichnungen, Anmerkungen, Frontcover) | Höchstplatzierung, Gesamtwochen, AuszeichnungChartplatzierungen (Jahr, Titel, Album, Platzierungen, Wochen, Auszeichnungen, Anmerkungen, Frontcover) | Anmerkungen                                                           | Frontcover |
| Jahr | Titel Album                       | DE | AT | CH | Anmerkungen                                                           | Frontcover |
| ---- | --------------------------------- | --- | --- | --- | --------------------------------------------------------------------- | ---------- |
| 2007 | Totalschaden                      | DE53 (7 Wo.)DE | — | — | Erstveröffentlichung: 2007                                            |            |
| 2008 | Der Mann mit dem Klang –          | — | — | — | Erstveröffentlichung: 2008                                            |            |
| 2008 | Beweg dein Arsch Hands on Scooter | DE17 (10 Wo.)DE | AT34 (11 Wo.)AT | CH100 (1 Wo.)CH | Erstveröffentlichung: 28. November 2008 Sido feat. Kitty Kat & Tony D |            |
| 2009 | Heisse Ware Für die Gegnaz!       | — | — | — | Erstveröffentlichung: 2009                                            |            |
| 2009 | Hundert Metaz Für die Gegnaz!     | — | — | — | Erstveröffentlichung: 2009                                            |            |

### Weitere Veröffentlichungen
- 2006: Weihnachtssong (Remix) (mit Sido, Kitty Kat und G-Hot)
- 2008: Aggro im Club 001 (EP mit Sido, B-Tight und Kitty Kat)
- 2011: Jippie Jey (mit B-Tight)
- 2015: Retro (mit B-Tight)
- 2015: Entspannt (mit Sido)
- 2022: Tony sagt (mit G-Hot & Smor One)
- 2023: Weltraum (Tarek K.I.Z. feat. Drunkenmaster & Tony D.)